# Wilhelm Dittmann
Wilhelm Dittmann, född 13 november 1874 i Eutin, död 7 augusti 1954 i Bonn, var en tysk socialdemokratisk politiker.

## Biografi
Dittmann var först snickare och därpå från 1899 socialdemokratisk redaktör i olika tyska städer. År 1912 valdes han till ledamot av tyska riksdagen, där han tillhörde sitt partis yttersta vänsterflygel. Han deltog våren 1917 i bildandet av Tysklands oberoende socialdemokratiska parti, blev dess partisekreterare, häktades i januari 1918 som uppviglare vid en proteststrejk mot kriget och dömdes till fängelse för försök till landsförräderi, men frigavs genom amnesti 15 oktober samma år. 
Dittmann var efter novemberrevolutionen ledamot av den provisoriska sexmannaregeringen 10 november till 29 december som "folkkommissarie" för demobilisering och hälsovård. År 1920 blev han åter riksdagsledamot. Han företog samma år en politisk studieresa till Ryssland och motsatte sig sedan förslaget om sitt partis inträde i Tredje internationalen.
Efter att majoriteten av de oberoende socialdemokraterna anslutit sig till Tysklands kommunistiska parti ledde Dittmann återstoden av sitt parti intill 1922, då han kom att ingå i ledningen för det återförenade socialdemokratiska partiet och även blev verkställande ordförande i dess riksdagsgrupp. Åren 1920–1925 var han vicepresident i riksdagen.
Några dagar efter det nazistiska maktövertagandet 1933 flydde han till Schweiz, då nazisterna ville åtala honom i en skenrättegång som "novemberförbrytare". År 1951 återvände han till Västtyskland och arbetade fram till sin död i socialdemokraternas arkiv i Bonn.
Dittmanns skrift Die Marinejustizmorde 1917 brändes av nazister under bokbålen i Nazityskland 1933.